# 匿名探偵
『匿名探偵』（とくめいたんてい）は、テレビ朝日系「金曜ナイトドラマ」枠で放送された日本のテレビドラマシリーズである。主演は高橋克典。
第1期は、2012年10月12日から12月7日まで放送された。
第2期は、2014年7月4日から9月5日まで放送された。

## 概要
東日本旅客鉄道（JR東日本）中央本線沿線のとある街を舞台に、探偵が女性からの依頼を解決していく一話完結型のサスペンスコメディ。
主演は高橋克典で、彼の代表作の一つである、『特命係長 只野仁』シリーズ（2003年 - 2012年）のスタッフが再集結して制作されており、『特命係長 只野仁』シリーズにまつわる小ネタが随所に散りばめられている。『特命係長 只野仁』シリーズのメインキャストである田山涼成、三浦理恵子も出演している。

## 登場人物

### 主要人物
探偵
演 - 高橋克典
私立探偵。トラブルシューター。本名は明かしておらず、知っている者も数少ない。バーボンとジャズをこよなく愛し、コーヒー豆にこだわりを持っている。基本的に女性からの依頼しか受けない。また、探偵の流儀に反するため女性には暴力を振るわず、全ての女性に優しい。
冴島響子（さえじま きょうこ）
演 - 片瀬那奈
MFK法律事務所に所属している弁護士。探偵に仕事を依頼し多額の手数料を搾取する。
第1期第4話では何者かに命を狙われ、探偵に調査を依頼する。
新垣真由美
演 - 三浦理恵子（第1期 / 第2期最終話）
探偵の住む自宅兼探偵事務所がある雑居ビルの大家。家賃を滞納しているペナルティとしてラブホテルで探偵を相手にSMプレイをする一方、依頼人の身代わりになるなどの協力をしている。
長山逸朗（ながやま いつろう）
演 - 柴俊夫（第2期）
理髪店店主。探偵が賃貸契約するテナントビルのオーナー。

### ストリップクラブ
レナ / マリモ / アンズ
演 - 阪井あゆみ / 小川あさ美 / 綾瀬れん（第1期）
ストリップ嬢。探偵の自宅兼探偵事務所の隣のビルで暮らす。

### 警視庁杉並東警察署
阿南幸一（あなん こういち）〈50〉
演 - 田山涼成
ベテラン刑事。探偵業の業務の適正化に関する法律が施行されてから、より厳しく探偵に目を光らせ有無を言わせず徹底的に取り締まる。
浮気や、風俗通いを繰り返しているため、取り調べをするとき、探偵に「奥さんに話すよ」などとおどされ、情報を漏らすことがある。
第2期では杉並東警察署から恵比寿警察署に異動。
成田忠
演 - 八神蓮（第1期）
阿南の部下。階級は巡査部長。
女性警察官
演 - 前川伶早（第1期第1・5話）
取り調べ中の阿南に耳打ちする。
棟方
演 - 鈴木貴之（第2期）
阿南の部下。

### その他
青島一平（あおしま いっぺい）〈22〉
演 - 山口大地
某大学の工学部に在籍している万年三回生。探偵の甘い言葉に騙されてしぶしぶ仕事を手伝わされているが、熟女など性的な言葉をちらつかせると急にやる気を出す。
第2期では大学を卒業後、一般企業に就職し社会人となっている。
マスター
演 - 森次晃嗣
探偵行きつけのBAR「Smokey Rain」のマスター。寡黙で自分から話しかけてくることは一切無かったが、第2期からは普通に会話をするようになった。第1期の最終話では赤いメガネをかけていた。
オープニングタイトルダンサー
演 - 関西さつき、深月ユリア
一之瀬
演 - 渡邉紘平（第1期）
デリバリーヘルス・イメージクラブ店長で、探偵の知り合い。真由美の紹介でお金に困っている探偵を急病で休んだ運転手の代わりに働かせたり、彼の人脈による情報を探偵に提供する。
闇医者
演 - 佐野圭亮（第1期第2・4 - 7・最終話 / 第2期第8話）
雑居ビルにある闇の診療所の医師で、探偵の知り合い。元国立大学病院の外科主任。医師法違反で阿南に目をつけられている。
保坂麻美
演 - 小池里奈（第1期第3・6・8 - 最終話 / 第2期最終話）
父親・康則の痴漢冤罪事件を晴らすために虚偽のレイプ未遂事件を演出して、探偵に接触する。口が悪く誤解を受けやすい性格をしているが、心中では父親を心配し大切に想っている。女子大への推薦入学が決まっていたが、ある出来事が原因で取り消しとなる。
第2期では大学生で、真由美の所に下宿している。
相田香織（あいだ かおり）
演 - 原幹恵（第2期）
ボディ・マッサージ「Lihim」店員。マッサージを施術する中で、筋肉の発達具合などで客の生業を言い当てる。
久美（くみ）
演 - 川上ゆう（第2期）
探偵事務所の隣のビルに暮らす女。着替えているところを探偵に偶然覗かれてしまう。
タケシ
演 - お宮の松（第2期）
探偵が行きつけにしている屋台ラーメン屋店主。
弥生
演 - 新妻聖子（第2期）
10年前に探偵に護衛の依頼をしたミュージカル女優。探偵との間に因縁があり、彼の夢に出てくる。
犬
探偵事務所に住む犬。プロローグと途中しか登場しない。

### ゲスト

#### 第1期（2012年）

##### 第1話「探偵と汚れなき女」
三崎映子〈27〉
演 - 宮地真緒
すばる銀行に出向している派遣社員。ストーカー被害にあっている。
ストーカー犯が判明した後、ある殺人事件の容疑者として逮捕される。
寺西雄介〈29〉
演 - 北条隆博
すばる銀行行員。美少女アニメオタク。
奥田良郎
演 - 保阪尚希
すばる銀行融資課長。
エリカ
演 - 天海つばさ
一之瀬のデリヘル店で働くデリヘル嬢。幼稚園児のコスプレをした変態客に迫られ、臨時運転手だった探偵に助けを求める。

##### 第2話「探偵と傷だらけの女」
高岡美晴
演 - 吉井怜
専業主婦。健介の妻。夫の浮気相手がどんな女性か知りたい、と探偵に夫の浮気調査を依頼する。体には無数の痣があり、夫からDVを受けていると語る。
高岡健介
演 - 二階堂智
東日本医科大学病院主任外科医。美晴の夫。エリート医師だが気さくな好人物。
皆川郁恵
演 - 七海なな
東日本医科大学病院看護師。健介の不倫相手。
大男
演 - 真柴幸平
一之瀬の知り合いで、外国人相手のSMクラブで働いていた。探偵が東日本医科大学病院に潜入するために、探偵をわざと殴って負傷させる。

##### 第3話「探偵と世間知らずの女」
保坂康則
演 - 阿南健治
麻美の父。大藪物流課長、恵子の上司。恵子を痴漢しているときに探偵に現行犯で捕まる。逮捕後、警察の取り調べに対して、この3週間、恵子に痴漢していたと自供する。
笹岡恵子
演 - 伊藤久美子
大藪物流社員。会社帰りのバス車内で同じ男性に何度も痴漢され、精神的苦痛を受け、探偵に犯人捜しを依頼する。
徳丸博
演 - 永山たかし
電王堂営業二課社員。空手三段。痴漢常習犯。現行犯で探偵に捕まる。
村井誠一
演 - 裵ジョンミョン
茂の友人。麻美を拉致して保坂を恐喝する。
遠藤茂〈26〉
演 - 宮平安春
無職。北方陸橋下で変死体として発見される。女を食い物にするろくでもない人物。

##### 第4話「探偵と敵が多い女」
牛島弘江
演 - 森脇英理子
牛島の妻。6年前の事件後、仕事が続けられなくなった夫の代わりに働いて家計を支えている。磯村のせいで自身が不幸になったと恨んでいる。
牛島圭介
演 - 内田滋
6年前、磯村に脅されてレイプ事件に加担させられるが、弁護を担当した響子が情状酌量を訴え、懲役3年・執行猶予5年の判決を受ける。仕事に就いても事件の事を知られ居づらくなり長続きしない。現在は無職。
磯村寛治
演 - 粟島瑞丸
6年前、帰宅途中の会社員（演：星美りか）を無理矢理連れ去って車内でレイプし、懲役7年の実刑判決で服役していたが、1ヶ月前に仮釈放された。自分だけ実刑判決を受けたと、牛島と響子を逆恨みしている。右足が不自由。
曽根一樹
演 - 住田隆
会社員。民事裁判で不当解雇だと訴えていたが、実は銀座のクラブ・アマンで知り合ったバーテンダーの今野和美を通して、ライバル会社に情報を売り渡しており、その事を裁判で響子に暴かれる。だが裁判後、響子が再就職先を世話していた。
前川武
演 - 国枝量平
弁護士。産地偽装の裁判で響子にやり込められ敗訴している。しかし彼女のような弁護士がいれば、と自分の弁護士事務所への移籍を打診する。
金丸市蔵
演 - 嶋崎伸夫
資産家。響子の弁護により、別れた妻に多額の慰謝料を支払うことになったが、敵ながらあっぱれだと称え、自分が裁判することがあったら響子に依頼することを考えている。
有山
演 - 中村直太郎
有山製作所社長。保護司に頼まれて仮釈放後の磯村を雇っていた。
運送ドライバー
演 - 森田甘路
車道に突き飛ばされた響子を轢きそうになる。事情を聞きに来た探偵に、事故当時のドライブレコーダー映像を見せる。

##### 第5話「探偵とまぼろしの女」
小川まり（仮名） / 曲田望美
演 - 雛形あきこ
CLUB「キシモジン」で働くNo1キャバクラ嬢。中谷にプロポーズされたが記憶喪失で身元を証明できる書類や戸籍がなく、彼と結婚するために素性調査を探偵に依頼する。
中谷吉克
演 - 阿部亮平
まりの婚約者。記憶喪失で困っていたまりを助けたことで知り合う。現在は彼女と同じ店で黒服として働き、結婚後は一緒にお店を開こうと誓い合っている。
曲田康平
演 - ドロンズ石本
野菜の移動販売店「マガタの野菜」店主。IT企業でSEをしていたが、リーマンショックの煽りで会社が倒産したため、埼玉で農業を営む実家を継いだ。自家栽培した有機野菜をトラックに載せて路上で販売している。まりは常連客。
曲田佑介〈6〉
演 - 樋口海斗
康平の一人息子。
村木一之
演 - 倉田昭二
当時交際していた望美に強盗計画を知られ警察に通報される。実刑判決が下り刑務所に収監され、出所後も望美にしつこく付きまとい彼女を襲う。
高橋尚美
演 - ひし美ゆり子
まりが以前勤めていたクラブ「NAO」のママ。彼女が面接時に提出した履歴書の学歴や職歴は詐称したものだったと探偵に証言する。
ミント
演 - 里美ゆりあ
一之瀬の店で働くデリヘル嬢。クラブ「NAO」で働いていた頃、家がないまりに同情し、住んでた家に彼女を招き入れたが彼氏を寝取られてしまい最低な女性だった、と話す。

##### 第6話「探偵と断りきれない女」
幻斉 / 山田良夫〈50〉
演 - 黒田アーサー
宗教法人・亜魔神（あまがみ）教教祖。腰まである黒髪を一つに束ね、古墳時代の服装を模した白装束という独特の出で立ちをしている。バブル期に銀行から資金を巻き上げた前科がある。
服部弥生〈22〉
演 - 小松彩夏
東京美術大学彫刻学科4年。睦月の妹。亜魔神教にハマった姉を心配し、助けてほしいと依頼する。
服部睦月〈30〉
演 - 壇蜜（最終話にも出演）
弥生の姉。両親の死後、親代わりとなって弥生の面倒を見ていた。3ヶ月前に彼氏に振られて体調を崩し、ストレスから不眠症になるが、病院で出会った幻斉が施した儀式により不眠症が治り亜魔神教に入れあげる。弥生にも入信を勧めている。
内藤
演 - 尚玄
幻斉の秘書。
阪崎実
演 - 草野とおる
青木病院医師。弥生の腫瘍が突然消えたのは奇跡としか言えない、と探偵に説明する。

##### 第7話「探偵と踊らされる女」
九条冨士子
演 - 草村礼子（青年期：海下真夕）
正道の妻。50年前にダンスパーティーで正道と知り合った。
北村好江 / 菊池アキラ〈25〉
演 - 岩田さゆり（少女期：宮永柚葵）
九条家で3年前から仕えているメイド。ミステリー好き。
馬場慎司〈25〉
演 - 伊阪達也
九条家の運転手。10年前に九条グループの関連会社に入社したが、3か月前に自ら志願して九条家の運転手となる。
九条重雄
演 - 城咲仁
冨士子の甥。九条建設社長。
九条初美
演 - 星野あかり
冨士子の姪。九条リゾート重役。
九条正道（青年期）
演 - 佐々木潤
故人。九条財閥当主。冨士子の夫。
菊池頼子
演 - 杉崎佳穂
正道の元愛人。20年前に病死している。
レモン
演 - 二宮沙樹
一之瀬の店で働くデリバリーヘルス嬢。重雄の客。

##### 第8話「探偵と違いのわかる女」
速水綾乃〈45〉
演 - 川上麻衣子
ハヤミ美容グループ代表名誉校長。カフェで隣に座っていた女性が勘違いして、自分のバッグを持ち去ってしまい、その相手を探して欲しいと探偵に依頼する。5年前に交通事故で娘を亡くしており、バッグを取り間違えた女性が娘に似ていたと話す。
間宮功
演 - 春海四方
綾乃の秘書。
町田
演 - 小須田康人
コスプレデリバリーヘルス店長。
江畑亮介
演 - 中村龍介
ホスト。何者かに刺殺され、真犯人に嵌められた探偵が逮捕されてしまう。
茜
演 - 丸高愛実
デリバリーヘルス嬢。江畑の彼女。町田が経営するデリバリーヘルスに勤めていたが、現在は日暮里のデリバリーヘルスで桜子の源氏名で働いている。
魚住千春
演 - 清水ゆう子
茜の友人。セントメアリー女学館教養学部教育学科3年生。実家で営んでいたボルト製作所の経営不振により自主退学する。

##### 最終話「探偵と最期の女」
霧原麻耶
演 - 橋本マナミ
VIRGIN SNOWのリードポジション。1ヶ月前から脅迫文が届くようになり、事務所の移籍問題を解決してくれた響子に脅迫を受けていることを相談し、探偵を紹介してもらう。
佐々岡輝美
演 - 遠野なぎこ
田丸芸能企画マネージメント部 VIRGIN SNOWのチーフマネージャー。マネージャーになる以前は城田マリア名義でアイドル活動をしていた。
田丸
演 - 神保悟志
VIRGIN SNOWが所属する田丸芸能企画社長。
小森恵一
演 - 南圭介
麻耶の彼氏。コダマオート整備士。麻耶とは中学時代の同級生で彼女のジョギング中に偶然鉢合わせて、再会する。
片岡エリカ
演 - 阿部真里
VIRGIN SNOWメンバー。麻耶のライバルでどのような手段を講じてでも彼女をリードポジションから引き摺り下ろすことだけを考えていた。
御子柴勇次
演 - 北村友彦
城南大学柔道部学生。エリカの熱狂的なファン。
佐竹万季 / 内藤ユミ / 奥田香苗
演 - 上杉梨紗 / 六反よし美 / 中澤智亜紀
VIRGIN SNOWメンバー。

#### 第2期（2014年）

##### 第1話「探偵と夢にまでみた女」
田辺由紀
演 - 中村ゆり
チプリアコーポレーション派遣社員。養父母は事故で他界。
村木美里
演 - 石野真子
チプリアコーポレーション社長。里子にだした実娘と思われる女性が現れる。
川村
演 - 水橋研二
チプリアコーポレーション社長秘書。
佐々木
演 - 名高達男
チプリアコーポレーション専務。アメリカ企業との業務提携を推進する。
瀬川保夫
演 - 中村祐樹
由紀の彼氏。無定職で借金を抱え、由紀に金銭の面で負担を強いている。
江藤
演 - 横塚真之介
民間科学鑑定研究所研究員。

##### 第2話「探偵と信じがたい女」
柏原妙子
演 - 清水美沙
隣家で起きた殺人事件を目撃したと警察に訴えるが、そのような事実はないと追い返される。
大原俊之
演 - 鈴木一真
大原フーズ社長で婿養子。柏原の隣家に住み、妻と争っているところを目撃される。
梨花
演 - ハマカワフミエ
Dix neuf19ホステス。裸体の状態で絞殺遺体として発見される。
大原初枝
演 - 北条麻妃
俊之の妻。普段から赤い服を好んでよく着ていた。

##### 第3話「探偵と夢見がちな女」
真鍋沙織
演 - 荒井萌
資産家の令嬢。女優を目指すため、1か月前に仕事を辞めて実家を飛び出す。劇団新木に新藤きよみという芸名で所属する。
柴田和馬
演 - 宮川一朗太
劇団新木のプロデューサー。
山西直己
演 - 相島一之
劇団新木の脚本・演出家。
松本
演 - 山中崇
劇団新木元劇団員。美香の交際相手。
真鍋祥子
演 - 舟木幸
沙織の母。娘の思い描く夢を理解せず、親の考える幸せを一方的に押し付ける。
矢部美香 / 佐々木瞳
演 - 横山美雪
劇団新木に所属する女優。ホテルの一室で絞殺遺体として発見される。

##### 第4話「探偵と舌の肥えた女」
片桐文乃
演 - 若村麻由美
元フレンチシェフの料理評論家。オフィスや自宅に脅迫文が届くようになり、辛口な料理評論の影響で多くの料理人から反感を買っていた。
里美麗
演 - 芳賀優里亜（少女期：内田愛）
片桐の秘書。
久松カンナ
演 - 朝倉えりか（少女期：中山凜香）
有村と同じ児童養護施設の出身者。交際中の松尾を殺害した容疑で警察から取調べを受ける。
有村誠一
演 - 小林裕之
「ベアトリーチェ有村」元オーナーシェフ。片桐の批評で料理人としての道が絶たれる。

##### 第5話「探偵と知りたがる女」
遠藤伸一
演 - 石黒賢
聖修大学ソーシャルコミュニケーション学部講師。
若菜
演 - 南沢奈央
聖修大学学生。奨学金を返済する目的もあり、見知らぬ男性を誘いデートの相手をすることで金銭を受け取っていた。
遠藤幸枝
演 - 田中美里
伸一の妻。偶然夫の鞄から多額の現金を見つけ、夫の収入に見合わない金額に不信感を抱く。
前田健児
演 - 山口祥行
高校の同窓会で再会した幸枝に言葉巧みに近づき、彼女の夫の弱みを握る。
矢野
演 - 信太昌之
デートクラブの客。
聖子
演 - さくらゆら
若菜の友達。

##### 第6話「探偵と口がうまい女」
花堂彩香
演 - 原田夏希
帝都テレビアナウンサー。冴島の大学時代の後輩。自身が運営するブログに投稿してくる悪質なコメントに悩まされている。
柿沢靖子
演 - 西丸優子
彩香の同期アナウンサー。彩香が嫌がらせを受けている状況を全て知っている。
幹本猛
演 - 敦士
四ツ木商事課長補佐。彩香の元婚約者。
木野リカ
演 - 月船さらら
入社15年目を迎えるベテランアナウンサー。彩香の直属の上司。
原川みのり
演 - 脊山麻理子
彩香の同僚アナウンサー。
小田切隼人
演 - 寿大聡
ゴールデンメディア社長。彩香の交際相手。
大平
演 - 寺井文孝
日東スポーツ芸能記者。
安藤まみ
演 - 野村麻純
入社間もない新人アナウンサー。
加藤玲奈
演 - 八木菜々花
吉井沙織
演 - 西崎あや
上記2名はアナウンス部に所属する若手アナウンサー。

##### 第7話「探偵と待ちぼうけの女」
鈴原小百合
演 - 安達祐実
5年前に坂巻に捨てられた哀しい過去を偶然田舎の駅で知合った探偵に話して聞かせる。
坂巻英治
演 - 葛山信吾
油絵画家。5年前に坂巻が暮らす町に旅行で訪れた小百合と出会う。
田崎誠
演 - 葛山信吾（二役）
和子の元夫で陽一の父親。金を騙し取った大沼を殺害した罪で刑務所に服役している。
大沼
演 - 萩野崇
小百合の元交際者でオーヌマプロモーション社長。小百合に取引相手との売春接待を強要する。
坪倉
演 - 深水三章
坂巻を知る画商。
坂巻和子
演 - 水津亜子
坂巻陽一
演 - 髙橋來
上記2名は坂巻の家族。陽一は和子の連れ子で白血病を患う。
渡瀬典子
演 - 明日花キララ
大沼の元秘書兼愛人。現在はキャバクラで働く。画家に扮した探偵が真実を聞き出す為に、渡瀬のフルヌードデッサンを行った。

##### 第8話「探偵と腕のたつ女」
山村サキ
演 - 壇蜜（幼少期：實方由茉）
探偵。太田からの依頼で安岡を警護する。父も探偵業を営み、同業者だった長山は父の親友。
安岡道雄
演 - 大鶴義丹
栄社研究員。会社に十分な利益をもたらす重要な研究を完成させる。
太田英慈
演 - 団時朗
栄社専務。
中西治
演 - 波岡一喜
太田に雇われ、安岡を陥れるために行動する。
安岡圭子
演 - 山下容莉枝
安岡の妻。夫の浮気調査を探偵に依頼する。
島崎頼子
演 - 桜木凛
栄社元派遣社員。中西の依頼で安岡に近付き人気のない場所に誘い込むが、中西に裏切られ刺殺されてしまう。
美里
演 - 羽田あい
栄社元派遣社員。島崎頼子殺害事件の目撃者で嘘の証言をするよう依頼される。

##### 最終話「探偵と終わりに見た女」
城ヶ崎晃 / 城田晃二
演 - 林家三平
テレビ番組の依頼で超能力を使い北山を捜索しているときに遺体を発見する。
柳井敏雄
演 - 袴田吉彦
聖修大学教授。城ヶ崎が持つ不思議な力に疑念を持ち、虚偽だと主張する。
村田正
演 - 倉田昭二
城ヶ崎宇宙意識開発センター職員。城ヶ崎の秘書。
信者の女性
演 - 星野ナミ
城ヶ崎の信者であり、宇宙意識に繋がる個別指導の為、城ヶ崎に命じられて下着を脱ぎ全裸になる。

北山秀樹
演 - 金児憲史
雑誌記者。麻美の彼氏。3か月前に城ヶ崎の身辺を探っているときに消息を立つ。
山下
演 - ミスターちん
テレビ番組リポーター。

## スタッフ
- 脚本 - 高山直也 / 鴨義信、三上幸四郎（第1期） / 尾崎将也、嶋田うれ葉（第2期）
- 音楽 - 仲西匡
- 演出 - 秋山純（テレビ朝日）、塚本連平（MMJ） / 大塚徹（MMJ / 第1期） / 小松隆志（第2期）
- 主題歌
  - 第1期 - 優梨花「六本木心中」（エイベックス・エンタテインメント）
  - 第2期 -  EDGE of LIFE「Can't Stop」（avex trax）
- ナレーション - 大森章督
- 助監督 - 小野浩司（第1期） / 藤田智弘（第2期）
- 演出補 - 堀口明洋（第2期）
- 音響効果 - 岩崎晋介（第1期） / 上田真理香（第2期）
- タイトルバックアート - 大の木ひで
- アクションコーディネーター - 大道寺俊典 / 梅津正彦（第1期）
- 第1期監修スタッフ
  - カースタント - 高橋昌志
  - ガンエフェクト - パイロテック
  - 振付・所作指導 - あさづきかなみ
  - ダンス指導 - SKY-B-ROAD
  - マジック指導 - KEN
  - 医療監修 - 山本昌督
- 第2期監修スタッフ
  - 科学捜査協力 - 櫻井俊彦
  - マッサージ指導 - 野村恭子
  - 振り付け - 原田薫
  - 劇団指導 - 保木本真也
  - フードコーディネーター - 赤堀博美
  - マジック指導 - KEN
- ゼネラルプロデューサー - 黒田徹也（テレビ朝日）
- プロデューサー - 池田邦晃（テレビ朝日）、遠田孝一（MMJ） / 伊藤達哉（MMJ / 第1期） / 神通勉（第2期）
- プロデューサー補 - 椋尾由希子、神通勉（第1期） / 伊藤悠祐、井崎雅子、門脇志織（第2期）
- 制作 - テレビ朝日、MMJ

## エピソードリスト

### 第1期
| 話数 | エピソードタイトル ラテ欄                                                                           | 初回放送日     | 脚本       | 演出     | 視聴率 |
| --- | --------------------------------------------------------------------------------------------------- | -------------- | ---------- | -------- | ------ |
| 第1話 | 探偵と汚れなき女 美女の依頼しか受けないトラブルシューター! 報酬は100万円と甘いキス                  | 2012年10月12日 | 高山直也   | 秋山純   | 11.7%  |
| 依頼人は大手銀行に勤める派遣社員の映子で、彼女は最近、何者かにストーキングされていることに悩まされていた。探偵の調査によりストーカーの正体が同じ銀行の行員・寺西であることを突き止め、二度とストーキングしないことを約束させる。だがその矢先、公園で刺殺された寺西の死体が発見され、現場から逃走した映子が逮捕されてしまう。 | |                |            |          |        |
| 第2話 | 探偵と傷だらけの女 依頼人は裸の女⋯白い肌に刻まれた13ヶ所の秘密! 浮気調査の意外な結果                | 2012年10月19日 | 高山直也   | 秋山純   | 09.9%  |
| 探偵は美晴から離婚を切り出した外科医の夫・健介の浮気相手を調べてほしいと依頼される。さっそく調査するも、それらしき女性の影が見当たらず、美晴の思い違いではないかと探偵は考えたが、美晴は体にある無数の痣を見せ、離婚を拒否するたびに健介から暴行を受けたと訴える。浮気相手が病院内にいると推測した探偵は患者として病院に潜入し、看護師の郁恵だと突き止める。ところが美晴が健介からさらなる暴行を受け、直後に自宅から健介の死体が発見されるが、ふとしたことから探偵はある矛盾点に気づく。              | |                |            |          |        |
| 第3話 | 探偵と世間知らずの女 制服を脱がさないで! 美少女を襲う2人の痴漢!? 通勤バスに(秘)潜入捜査!            | 2012年10月26日 | 高山直也   | 塚本連平 | 11.5%  |
| 帰宅途中の痴漢被害に悩まされた恵子の依頼を受けた探偵は、恵子の上司・保坂を現行犯として取り押さえる。それから数日後、探偵は保坂の娘・麻美の仕掛けた罠に引っかかり、それを盾にタダで父親の無実を証明してほしいと依頼される。恵子の証言から別に痴漢の犯人がいると考えた探偵はハニートラップを仕掛けて徳丸を捕まえた。しかし保坂が徳丸がやった痴漢の罪を被ろうとしたのには、ある殺人事件が関係していた。                                                                                                  | |                |            |          |        |
| 第4話 | 探偵と敵が多い女 サウナに閉じ込められた美人すぎる弁護士⋯いのちの値段は1億円!                        | 2012年11月02日 | 高山直也   | 大塚徹   | 10.4%  |
| 探偵は響子からここ数日何者かに執拗に命を狙われていると内密に調査を依頼される。響子が過去に担当した裁判の関係者からは恨み言は聞こえてこなかったが、背中を押された響子を轢きそうになったトラックの運転手に見せられたドライブレコーダーの映像に足を引きずりながら立ち去る不審人物が映っていたことから、響子が6年前に弁護を担当した牛島の仲間・磯村の足が不自由だったことを思い出す。探偵も牛島夫妻に磯村の仮出所を伝えて注意を促したが、牛島が殺されてしまう。                                           | |                |            |          |        |
| 第5話 | 探偵とまぼろしの女 私は誰? 次々と男を乗りかえる記憶喪失の女!! 愛欲が招く探偵最大の危機              | 2012年11月09日 | 鴨義信     | 秋山純   | 10.6%  |
| 探偵は2年前に記憶を失ったキャバクラ嬢のまりから自分の本名と素性を調べてほしいと依頼される。まりが記憶を失くした時に唯一所持していた名刺を頼りに以前勤めていたキャバクラを訪ねると、提出された履歴書の内容がデタラメで、辞めた後には彼女の旦那だと名乗る男がやって来たという。やがてまりが彼女にプロポーズした中谷と記憶を失くす前から顔見知りだったことが判明したが、彼女の男だと名乗る村木が現れ、まりを連れ去ろうとする。さらに部屋に隠していたまりの全財産を持ち逃げした中谷が刺殺体で発見される。 | |                |            |          |        |
| 第6話 | 探偵と断りきれない女 美人姉妹がハマった極楽宗教!! 蜜まみれ風呂マッサージ⋯教祖様の官能様式の化けの皮 | 2012年11月16日 | 高山直也   | 塚本連平 | 12.0%  |
| 探偵は美大生の弥生から新興宗教・亜魔神教の信者となった姉・睦月を救ってほしいと依頼される。変装した探偵が亜魔神教の本部に赴くが、教祖の幻斉に本当の職業や所持金を言い当てられる。そんな中、腹部に腫瘍が見つかり入院した弥生が幻斉の祈祷で腫瘍が完全に消えたことを切っ掛けに幻斉の力を信じるようになり、退院後に探偵への依頼も取り下げる。その後もある矛盾に気づいた探偵は調査を続行するが、弥生に腫瘍があると診断した阪崎が溺死する。                                                                  | |                |            |          |        |
| 第7話 | 探偵と踊らされる女 3000億を相続する女⋯札束プレイに絶叫!! 愛欲セレブが棲む大豪邸に潜入               | 2012年11月23日 | 三上幸四郎 | 大塚徹   | 07.8%  |
| 探偵は九条財閥当主の未亡人・冨士子からの依頼を受け、執事として九条家に潜入する。冨士子は夫・正道の死後、九条家の総資産・3000億円を一人で相続することになってから、何者かに命を狙われていた。探偵は冨士子を世話するメイド・好江の協力を得て、関係者を調査する。その後響子の調査で、正道には20年前に病死した愛人・頼子がおり、二人の間に隠し子がいることが分かるが、鍵を握っているとされた馬場が刺殺される。                                                                                            | |                |            |          |        |
| 第8話 | 探偵と違いのわかる女 最終章!! 美人社長VSNo.1風俗嬢 5kgの鞄が死を招く 中身めぐる女の戦い             | 2012年11月30日 | 高山直也   | 塚本連平 | 10.1%  |
| 探偵は綾乃からカフェで自分のバッグを間違えて持ち去った女性を探してほしいと依頼される。綾乃のバッグを持ち去った茜と交際していたホストの江畑を調査中、何者かに後頭部を殴られて気を失い、江畑の刺殺体がある現場で目覚めた探偵は駆けつけた警察官に逮捕されてしまう。拘置されて身動きのとれない探偵の無実の罪を晴らすべく、響子と真由美が代わりに調査を続ける。 | |                |            |          |        |
| 最終話 | 探偵と最期の女 さらば愛しき探偵―人気No.1アイドルを狙う黒い影 放たれた狂気の銃弾                     | 2012年12月07日 | 高山直也   | 秋山純   | 10.1%  |
| 探偵はアイドルグループ・VIRGIN SNOWでリードポジションを務める麻耶から自分を脅迫する人物を探ってほしいと依頼される。麻耶を密着取材するテレビスタッフに扮して調査を始め、一平の協力を得て麻耶を脅迫している人物を見つけるが、スタジオで麻耶の頭上を目がけて照明機材が落下する事件が発生する。一般人が出入りできない場所での事件であることから探偵は内部の人間が怪しいと睨んだが、ライバルのエリカがスタジオで転落し意識不明の重体に陥る。                                                               | |                |            |          |        |

- 平均視聴率 10.5%[9]（視聴率はビデオリサーチ調べ、関東地区・世帯）

### 第2期
| 話数 | エピソードタイトル ラテ欄                                                                      | 初回放送日    | 脚本       | 演出     | 視聴率 |
| --- | ---------------------------------------------------------------------------------------------- | ------------- | ---------- | -------- | ------ |
| 第1話 | 探偵と夢にまでみた女 美女専門のトラブルシューター!! OLキャバ嬢は富豪の隠し子!? キスで盗んだDNA | 2014年7月04日 | 尾崎将也   | 秋山純   | 5.7%   |
| 依頼人はたった一代で大企業を築いたカリスマ経営者・村木美里。彼女の会社で働く派遣社員・田辺由紀がその昔、里子に出した実の娘であるかどうか確かめて欲しいのだという。 さっそく調査を始め、二人が本当の親娘である確信を深める探偵だったが、清楚に見えた由紀には、実は恋人の借金を返済するために水商売をしているという、もう一つの顔があった。はたして本当に由紀は美里の娘なのだろうか。さらに調査を進める探偵の前に、新たな謎が立ちふさがる。 |                                                                                                |               |            |          |        |
| 第2話 | 探偵と信じがたい女 依頼人はウソつき女 裸の付き合いで本音を暴く!! 禁断の泡まみれ入浴調査        | 2014年7月11日 | 高山直也   | 秋山純   | 8.3%   |
| 探偵は阿南から、殺人事件の現場を目撃したという一人の女性・柏原妙子を紹介される。彼女の話によると、殺されたのは大原フーズの社長・大原俊之の妻・初枝らしい。警察も捜査はしたが、大原初枝が殺された事実はないと妙子の主張を聞き入れてくれないようだ。探偵が調べると、大原夫婦の仲は相当冷えきっていたらしい。俊之に直接尋ねても「初枝は旅行に行っている」の一点張りだがどうやら何かを隠している様子。初枝は本当に殺されたのか。それとも妙子が嘘をついているのか。一平の力を借り、探偵は初枝の居場所を突き止める。しかし、そこに現れた女性の容姿は、初枝とは似ても似つかない顔だった。探偵は彼女に接近し、その正体を確かめようとするが。 |                                                                                                |               |            |          |        |
| 第3話 | 探偵と夢見がちな女 私をスターにしてください―女優志望の女が欲しがるアノ演技テクニック           | 2014年7月25日 | 尾崎将也   | 秋山純   | 7.7%   |
| 探偵は社長夫人・真鍋祥子から、家出をした娘・沙織を探して欲しいと依頼される。聞けば高校の時から演劇が好きだった彼女はひと月前、「芝居に専念したい」という理由で会社を辞め、そのまま家を飛び出たという。沙織が所属する劇団を突き止めた探偵は彼女に接触するが、沙織は次の公演が終わるまで両親に居場所を知らせないで欲しいと頼む。しばらく監視を続けることになった探偵だが、突然、沙織がヒロインに抜擢される。調べを進めていくと、どうやらプロデューサーの柴田と演出家の山西が裏で関わっているらしいのだが。 |                                                                                                |               |            |          |        |
| 第4話 | 探偵と舌の肥えた女 狙われた美人すぎる料理コメンテーター!! 男を骨抜きにする魅惑のスパイス       | 2014年8月01日 | 高山直也   | 小松隆志 | 7.7%   |
| 探偵は響子の紹介で、辛口料理評論家・文乃の依頼を引き受ける。話によれば最近、彼女のもとに脅迫文が執拗に届いているのだという。歯に衣着せぬ鋭いコメントで知られる文乃には、当然のごとく敵も多い。探偵は彼女に酷評されたシェフや関係者を中心に聞き込みを行うが、脅迫文と結びつく人物はなかなか見当たらない。そんな中、探偵と文乃の助手・麗の目の前で、文乃が何者かに襲われる事態が発生する。さらに、3年前、文乃の批評で廃業に追い込まれたイタリアンシェフ・有村という男の存在が浮かび上がってくるが…。 |                                                                                                |               |            |          |        |
| 第5話 | 探偵と知りたがる女 女子大生、派遣します―寂しい男たちが群がる大人気デートクラブの甘い罠         | 2014年8月08日 | 尾崎将也   | 小松隆志 | 8.3%   |
| 探偵は大学講師・遠藤伸一の妻、幸枝から夫の調査を依頼される。ふとしたことから彼のカバンの中に100万円もの大金の入った封筒を見つけてしまったのだという。探偵はさっそく伸一が勤務する大学へ向い、調査を開始。そこで一人の女子大生・若菜と親しげに会話する伸一の姿を目撃する。若菜と接触した探偵は、伸一が女子大生と共にデートクラブまがいの行為をしている事実をつかむ。しかし、調査結果を聞いた幸枝の素っ気ない反応に、探偵は釈然としないものを感じる。そんな探偵の不安が的中するかのように、事態は意外な方向へと転がっていくのだった。                                                                                                  |                                                                                                |               |            |          |        |
| 第6話 | 探偵と口がうまい女 清純派女子アナの恥ずかしいヒミツ―男子禁制!! 女の園に潜入                    | 2014年8月15日 | 嶋田うれ葉 | 塚本連平 | 7.1%   |
| 探偵は響子の紹介で人気女子アナウンサー・花堂彩香の依頼を受ける。彼女のブログや掲示板に誹謗中傷を書き込み、職場に盗撮写真を送りつけてきた犯人を突き止めて欲しいのだという。調査を開始した探偵は一平のサポートで犯人を特定する。その正体は去年まで彩香と交際していた男・幹本だった。探偵は幹本と対峙し、二度とこのようなことをしないよう警告する。しかし、その翌日、彩香のあられもない写真がスポーツ紙に流出。探偵は幹本のマンションに駆けつけるが、彼は何者かによって殺されていた。重要参考人として連行された彩香の潔白を証明すべく、探偵は再び調査を開始するが。                                                                     |                                                                                                |               |            |          |        |
| 第7話 | 探偵と待ちぼうけの女 貴方の体を描かせてください―愛した画家がキャンパスに隠した3つのウソ        | 2014年8月22日 | 高山直也   | 秋山純   | 6.8%   |
| 探偵は片田舎にある駅で小百合という女性と偶然知り合う。彼女の話によると、5年前に別れた恋人の画家・英治を毎年ここでずっと待ち続けているのだという。彼女のことがどうしても気になった探偵は、英治を探し出すことを申し出る。響子の協力もあり、ようやく彼の所在がつかめるが、英治はすでに画家を辞め、結婚して妻と息子と小さな農園で平和に暮らしていた。探偵は小百合に「私のことはもう忘れて、自分の幸せを探して欲しい」という英治の言葉をそのまま伝えるが。 |                                                                                                |               |            |          |        |
| 第8話 | 探偵と腕のたつ女 史上最大のライバル登場!! 美しき女探偵が誘う甘く危険なハニートラップ!?         | 2014年8月29日 | 尾崎将也   | 塚本連平 | 6.3%   |
| 探偵が安岡という男の浮気調査をしていると、謎の女・サキの妨害に遭う。彼女は安岡の会社の上司・太田から彼の護衛を依頼された女探偵で、安岡は50億円もの価値のある彼の研究をめぐりライバル会社から狙われているのだという。だが、突然現れた謎の男・中西の仕業によって、安岡は殺人犯に仕立て上げられそうになってしまう。探偵は成り行きでサキと安岡を助けるが、そこから先は自分の仕事の範囲外だと手を引こうとする。しかし、響子にけしかけられ、安岡を妻のもとに無事、帰そうとするのだが。 |                                                                                                |               |            |          |        |
| 最終話 | 探偵と終わりに見た女 さらば心優しきトラブルシューター!!女性の心を操る超能力者と最期の死闘      | 2014年9月05日 | 尾崎将也   | 秋山純   | 7.1%   |
| |                                                                                                |               |            |          |        |

- 平均視聴率 7.2%[10]（視聴率はビデオリサーチ調べ、関東地区・世帯）